# Diarios del Sáhara
Diarios del Sahara  es un relato de carácter autobiográfico de la vida y el amor de la autora taiwanesa Sanmao durante su estancia en el desierto del Sahara con su marido, el submarinista español José María Quero y Ruiz. Se publicó por primera vez en forma de libro en 1976, aunque algunas de las historias anteriores se publicaron en forma de artículo en el United Daily News de Taiwán ya en 1974.
En la obra, describe los encuentros y relaciones de vecindad que mantuvo con los saharauis, el pueblo indígena local del Sahara Occidental con quienes ella y su esposo convivieron en estrecha proximidad. Sus aventuras explorando el desierto del Sahara y su relación con su esposo, con quien se contrajo matrimonio en 1973 en el Sahara Occidental tras prolongados trámites burocráticos con las autoridades coloniales españolas.
Historias del Sahara es la primera colección de cuentos publicada de Sanmao. Parte con formato de diario de viaje, y parte como memorias incluye un homenaje a su amor por su marido en una tierra extranjera, rápidamente convirtió a Sanmao en una escritora de viajes con una voz y una perspectiva únicas. Tuvo un éxito inmediato y se reimprimió cuatro veces en un mes y medio desde su primera tirada. Sigue siendo extremadamente popular entre los lectores chinos en Taiwán, China continental y Hong Kong.
En un estudio sobre la ola de entusiasmo por la música y la literatura taiwanesas que recorrió el continente en la década de 1980, Hongwei Lu señala que "los relatos de viajes de Sanmao sobre culturas extranjeras y experiencias de vida recopiladas a través de su estancia y estudio en el extranjero proporcionaron a la China post-Mao una muestra de multiculturalismo y sugirieron la posibilidad no solo de una conciencia expandida del mundo, sino también de una transformación de la forma en que la gente piensa sobre el mundo y la posibilidad de formar parte de él".
Los derechos de las traducciones al inglés fueron adquiridos por Bloomsbury Publishing y se programó la publicación de ediciones británica y estadounidense separadas en 2019 y 2020, respectivamente.